# Zip-Zip
Zip-Zip foi um programa televisivo de 1969 apresentado por Raul Solnado, Fialho Gouveia e Carlos Cruz e que constituiu um importante marco na história de televisão em Portugal.

## Dados
O programa Zip-Zip, emitido em plena Primavera Marcelista, foi realizado por Luís Andrade e apresentado por Carlos Cruz, Fialho Gouveia e Raul Solnado.
O primeiro programa foi gravado no dia 24 de maio de 1969 e transmitido a 26 de maio, tendo Almada Negreiros como convidado principal, e obteve êxito imediato. Foi o primeiro programa português do tipo talk show gravado aos sábados, no Teatro Villaret, com público e transmitidos na segunda-feira seguinte à noite.
O Major Baptista Rosa abandonou a Equipa de Produção logo após esse primeiro programa, em virtude de se ter incompatibilizado com os outros membros da Equipa. A partir do 2º programa verificaram-se algumas modificações incluindo o genérico do programa.
Entre o público que assistia à gravação estava presente um agente da PIDE. A emissão dos conteúdos tinha que ser negociada com a polícia do regime entre sábado (dia da gravação) e segunda-feira (dia da apresentação).
José Nuno Martins também colaborou com o programa, trazendo jovens talentos ao palco.
A última emissão foi transmitida no dia 29 de dezembro de 1969, com os três apresentadores disfarçados de velhos anciãos.
A RTP tem poucas imagens do programa pois não era habitual guardarem-se as imagens dos programas.
Em 29 de março de 1970 iniciou-se o programa "Tempo Zip" produzido pelas Organizações Zip-Zip e emitido através da Rádio Renascença.

## Editora
O primeiro disco da editora Zip-Zip foi gravado em Setembro de 1969. O LP incluía muitos dos convidados do programa. Na contracapa aparece uma espécie de poema da autoria de Almada Negreiros. O disco inclui faixas com a Orquestra Zip (a interpretar a "Zipfonia" de Nuno Nazareth Fernandes), Hugo Maia de Loureiro, Intróito, Raul Solnado, António Victorino d'Almeida, Efe 5, Padre Fanhais, Ruy Mingas, Tóssan, José Barata Moura e José Froes Leitão.

## Curiosidades
- O termo Zip-Zip foi inventado por Raul Solnado numa viagem de automóvel ao Porto.
- Manuel Pires, funcionário da RTP, foi o autor do boneco.
- "O Zip Vida e obra" é um livro da Editorial Ibis com desenhos de autoria de Luís Macieira, Raul Solnado, Filipe Gouveia e Carlos Cruz.
- A música do genérico era da autoria do Quarteto 1111. Alguns dos sons podem ser ouvidos no tema "Bissaide".

## Comentários
"Era um estado de espírito, uma arma, uma denúncia, até onde era possível fazer denúncias. Politicamente foi muito importante, porque alertou as pessoas. Eu sou um cidadão diferente depois de ter feito esse programa" (Carlos Cruz em entrevista a José Leite Pereira, Alexandra Inácio e Ana Vitória; Jornal de Notícias, 1 de abril de 2000).